# Liste de fabricants d'ameublement
Cette liste des fabricants d'ameublement présente les entreprises liées au secteur de l'ameublement.

## Entreprises de fabrication de meubles
Cette liste regroupe les entreprises spécialisées dans la fabrication de mobilier.
| Fabricant           | Pays   | Groupe                  |
| ------------------- | ------ | ----------------------- |
| Schmidt Groupe      | France |                         |
| Mobalpa             | France | Groupe Fournier Habitat |
| Lafuma Mobilier     | France | Lafuma                  |
| Madura              | France |                         |
| Manufacture Baumann | France |                         |

## Entreprises de fabrication de papier peint
Cette liste regroupe les entreprises spécialisées dans la fabrication de papier peint.
| Fabricant         | Pays   | Groupe |
| ----------------- | ------ | ------ |
| Manufacture Zuber | France |        |
| Atelier d'Offard  | France |        |